# Owain Ddantgwyn
Owain Ddantgwyn (gallois Dantguin, également nommé Ddanwyn, Ddantgwyn, etc., ce qui signifie « Dent blanche »), (? - 517?) était un roi de Rhos, petit royaume du pays de Galles, et peut-être également de Gwynedd. Il était le fils d’Einion l'Impétueux et père de Cuneglas.

## Biographie
Owain Danwyn est connu dans les généalogies médiévales comme roi de Rhos. Plusieurs le présentent comme le fils de  Einion Yrth et le petit-fils de Cunedda, le fondateur de la dynastie du royaume de Gwynedd dans le nord du Pays de Galles.
- Eugein dant guin map Enniaun girt map Cuneda[2]

Son frère est  Cadwallon Lawhir ap Einion, connu dans les généalogie du Gwynedd. Owain est le père de  Cynlas Goch, qui est identifié avec le prince nommé Cuneglasus que Gildas vitupère pour ses divers pêchers dans son De Excidio et Conquestu Britanniae. Selon le  Bonedd y Saint, une généalogie des saint bretons, Owain serait également le père des saints Einion Frenin (en), Seiriol (en), et Meirion, et dans d'autres versions de, Hawystl Gloff.
D'après Gildas le Sage, Maelgwn Gwynedd, le fils de Cadwallon le frère d'Owain, prend le trône de Gwynedd après le meurtre de son oncle. Peter Bartrum suggère que ce dernier n'est autre qu'Owain, bien qu'il souligne que le terme avunculus est destiné à désigner un oncle maternel.
Il se peut qu’il ait occupé de façon très épisodique le trône de Gwynedd durant interrègne Cadwallon/Maelgwn avant d'être assassiné par ce dernier.

## Hypothèses sur une connexion Arthurienne
À Rhôs se trouvent en outre trois sites s’appelant Camlan, lieu où selon la tradition Arthur et Mordred livrèrent leur ultime bataille. Par ailleurs, son fils Cuneglas (ou Cynlas Goch en gallois) est appelé « le fils de l’Ours » dans la chronique de saint Gildas. Or « Arthur » pourrait aussi bien venir de la racine celte « Arz » que du latin « Arctos » ou « Arctus » ou encore « Artorius » qui signifient tous « ours ».
Enfin, le père d’Owain avait pour surnom « Yrth » (L’Impétueux) qui aurait pu donner « Yrthr » (soit « Uther »). Enfin, le chef de la famille royale de Gwynedd portait le titre de Pen Draig soit « Chef dragon » car le Gwynedd était considéré comme le royaume de Grande-Bretagne le plus puissant à l’époque. Einion l’Impétueux aurait donc pu en toute logique s’appeler Yrthr Pen Draig ce qui aurait donné Uther Pendragon, père du roi Arthur dans la légende.

## Source
- (en) Peter Bartrum, A Welsh classical dictionary: people in history and legend up to about A.D. 1000, Aberystwyth, National Library of Wales, 1993, p. 594 OWAIN DANWYN ab EINION YRTH. (440)

| Roi de Rhos 480? - 517? Premier(?) roi de Rhôs | Suivi par : Cuneglas |